# Vota la voce 1994
La 22ª edizione di Vota la voce è andata in onda su Canale 5 dal Teatro Romano di Fiesole il 20 settembre del 1994.
Conduttori furono Red Ronnie ed Alba Parietti con la partecipazione di Mara Venier.
Vincitori dell'edizione furono: Jovanotti (miglior cantante maschile), Laura Pausini (miglior cantante femminile), Audio 2 (miglior gruppo), Irene Grandi (miglior rivelazione), Laura Pausini (premio speciale), Gipsy Kings (miglior artista straniero), Pino Daniele - Jovanotti - Eros Ramazzotti (premio tournée) e Jovanotti (miglior album).

## Cantanti partecipanti
- Pooh - Le canzoni di domani
- Audio 2 - La canzone del sole e Specchi riflessi
- Cyndi Lauper - Hey Now (Girls Just Want to Have Fun)
- Eros Ramazzotti e Jovanotti - Un'altra te/Serenata rap
- Miguel Bosé - Se tu non torni
- Laura Pausini - Strani amori
- Naomi Campbell - Love & Tears
- Christian De Sica - Bongo bongo
- Gino Paoli - King Kong
- Ron - Sono uguale a te
- Gipsy Kings - Bamboleo
- Mietta - Fuori da te
- Biagio Antonacci - Non è mai stato subito
- Luca Barbarossa - L'angelo custode
- Irene Grandi - T.v.b.
- Enrico Ruggeri - Non piango più
- Andrea Bocelli e Gerardina Trovato - Vivere
- Jovanotti - Piove